# Оперативна зона Алпенворланд
Оперативна зона Алпенворланд (енгл. Operational Zone of the Alpine Foothills, итал. Zona d'operazioni delle Prealpi; скраћено ОЗАВ) је назив немачког војног дистрикта створеног на подручју северне Италије током Другог светског рата. Дистрикт је постојао од 1943. до 1945. године и формално је био део Италијанске Социјалне Републике, али су фактичку контролу над тим подручјем имали Немци. Зона је обухватала италијанске покрајине Белуно, Јужни Тирол и Трентино, а управно седиште зоне је био град Бозен (Болзано). Након немачког војног пораза у рату дистрикт престаје да постоји и ова територија постаје део послератне Италије. 